# Manuel Rivera Sánchez
Manuel Teodoro Rivera Sánchez (Chimbote, 15 de mayo de 1922-Ibídem, 2 de julio de 2004) fue un futbolista peruano que se desempeñaba en la posición de delantero. Es considerado como el "Mejor Chimbotano de todos los tiempos". Fue parte de la Selección Peruana de Fútbol.
El estadio inaugurado en julio de 2007 en Chimbote lleva su nombre "Centenario Manuel Rivera Sánchez", en honor a los 100 años de fundación política y al nombre del magno goleador.

## Biografía
Manuel Rivera nació el 15 de mayo de 1922 en la ciudad de Huarmey, ubicado en el departamento de Áncash, en el norte del país. Desde su infancia en las calles de su pueblo natal vivió ligado al fútbol. 

## Trayectoria
Ingresó al Sport Boys del Callao, club que lo acogió en torneos de menores. Pasó también por el Unión Chimbote y en 1939 llegó a la capital para jugar por el Ciclista Lima y tentar una oportunidad en el equipo de mayores. Sin embargo, en 1940 los tallarineros perdieron la categoría y Rivera acompañó al equipo a disputar la Primera Amateur, donde batalló por seis largos años.
En 1946, Ciclista logró el retorno a la División de Honor ayudado por los goles del 'Chino'. El más recordado fue uno en el partido definitivo ante el Telmo Carbajo, cuyo ganador debía ascender a Primera. Rivera recibió un pase, dribleó tres rivales y colocó un tiro de 30 metros que se clavó en las piolas.
Al año siguiente, el 'Decano' ya estaba nuevamente en la División de honor pero sin mayor fortuna, puesto que en 1948 volvió a descender junto al Jorge Chávez. Esta coyuntura hizo pasar a Rivera -inicialmente muy a su pesar, puesto que se confesaba hincha del Ciclista– a préstamo al Deportivo Municipal, equipo con el cual viviría sus mejores años futbolísticos.
La temporada siguiente a su llegada al conjunto edil le dio a Rivera su primer y único título nacional. En 1950, junto a Humberto Becerra, Adolfo 'Fitín' Cabada, Germán Colunga, Roberto Drago y su hermano Roque -con quien conformaría la delantera titular en la temporada-, 'Muni' lograría alzarse con el campeonato a tres jornadas del final con un empate ante Alianza Lima por 1-1. Rivera fue el segundo máximo goleador del torneo con 13 tantos, por debajo de Alberto 'Toto' Terry, quien convirtió 16 para Universitario de Deportes.
El año siguiente fue también muy grato para el goleador. Aquel 1951 en que se inició el profesionalismo tuvo como principal nota el colosal duelo palmo a palmo entre Rivera y Valeriano López por el cetro de goleador del campeonato. Finalmente, el 'Tanque de Casma' logró despuntarse en las últimas jornadas hasta totalizar 31 goles y volver a dejar al 'Chino' como segundo goleador, y ahora como subcampeón detrás del Sport Boys de Valeriano. Igual, Rivera tuvo importantes consuelos, como su triplete en el espectacular 5-5 contra Alianza Lima en la fecha 12. Y ya luego tendría su revancha en su leal competencia con el 'Tanque'.
Mientras todo eso ocurría en Lima, las hazañas del 'Chino' no pasaban desapercibidas en Chimbote. El delantero era el orgullo de la ciudad, y por ello el 27 de octubre de 1951, mientras él disputaba el título de goleador y del torneo con Valeriano, en Chimbote se fundó el Club Manuel Rivera, que adoptó como camiseta una chompa blanca con franja roja similar a la del Deportivo Municipal donde militaba el ídolo del puerto. 
Lo curioso es que el 'Chino' no solo gozó del privilegio de tener a un club con su nombre mientras él jugaba, sino que se dio el lujo de jugar y retirarse en él. Así, en 1959, dejó la franja edil para volver a su Chimbote querido y ponerse la camiseta del club que llevaba su nombre, en el cual se retiró al año siguiente. Poco después, en 1963, una disposición de la FPF prohibió que a nivel nacional hubiera clubes que llevaran el nombre de personas vivas, por lo que el Manuel Rivera debió cambiar su nombre por el de José Gálvez FBC, con el cual alcanzó la fama y nombradía que hoy lo convierten en el club más grande de Chimbote. 

## Estadísticas
| Equipo              | País                | Año                 | Partidos | Goles | Promedio |
| ------------------- | ------------------- | ------------------- | -------- | ----- | -------- |
| Ciclista Lima       | Perú                | 1939 - 1948         | 79       | 34    | 0,43     |
| Deportivo Municipal | Perú                | 1949 - 1959         | 116      | 80    | 0,75     |
| José Gálvez FBC     | Perú                | 1959 - 1961         | 20       | 26    | 1,30     |
| Selección Peruana   | Selección Peruana   | 1953 - 1957         | 11       | 3     | 0,27     |
| Total en su carrera | Total en su carrera | Total en su carrera | 226      | 143   | 0,64     |

## Selección nacional

### Participaciones en Copa América
| Copa              | Sede | Resultado    | Partidos | Goles |
| ----------------- | ---- | ------------ | -------- | ----- |
| Copa América 1953 | Perú | Cuarto lugar | 4        | 0     |
| Copa América 1957 | Perú | Cuarto lugar | 3        | 2     |

## Palmarés

### Campeonatos nacionales
| Título           | Club                | País | Año  |
| ---------------- | ------------------- | ---- | ---- |
| Segunda División | Ciclista Lima       | Perú | 1944 |
| Segunda División | Ciclista Lima       | Perú | 1946 |
| Primera División | Deportivo Municipal | Perú | 1950 |